# Colonie de Nouvelle-Zélande
 (décembre 2024).
Si vous disposez d'ouvrages ou d'articles de référence ou si vous connaissez des sites web de qualité traitant du thème abordé ici, merci de compléter l'article en donnant les références utiles à sa vérifiabilité et en les liant à la section « Notes et références ».
1841–1907
Entités précédentes :
- Tribus unies de Nouvelle-Zélande
- Colonie de Nouvelle-Galles du Sud

Entités suivantes :
- Dominion de Nouvelle-Zélande

La colonie de Nouvelle-Zélande (en anglais : Colony of New Zealand) est une ancienne colonie de la Couronne britannique, qui existe de 1841 à 1907, date à laquelle la colonie devient le dominion de Nouvelle-Zélande.
L’autorité britannique était confiée à un gouverneur. La colonie a eu trois capitales successives : Okiato (ou Old Russell) en 1841 ; Auckland de 1841 à 1865 ; et Wellington à partir de 1865. À la suite de la Loi constitutionnelle de la Nouvelle-Zélande de 1852, la colonie est devenue une colonie de la Couronne avec son premier parlement élu en 1853. L’autonomie gouvernementale responsable a été établie en 1856, le gouverneur étant tenu d’agir sur l’avis de ses ministres. En 1907, la colonie devient le Dominion de la Nouvelle-Zélande au sein de l’Empire britannique.

## Établissement
Après la proclamation de souveraineté sur la Nouvelle-Zélande depuis Sydney en Janvier 1840, le capitaine William Hobson arriva en Nouvelle-Zélande et publia la même proclamation le 1er Février 1840. Le Traité de Waitangi fut ensuite signé le 6 février 1840 et William Hobson déclara la souveraineté britannique sur les îles de Nouvelle-Zélande le 21 mai 1840 dans deux déclarations séparées.
Dans la première déclaration, Hobson déclara la souveraineté britannique sur l'Île du Nord. La base de revendication de l'île du Nrod était le traité de Waitangui entre les Maoris (Nouvelle-Zélande) et la Couronne britannique. Dans la version en anglais du traité, les maoris ont cédé la souveraineté en échange des droits, privilèges et protections d'êtres sujets britannique. La traduction en maoris du traité se réfère à kawanatanga, qui généralement traduit par comme gouvernement plutôt que gouvernement, et ce point continue d'être un sujet de beaucoup de controverses et de débats politiques. Dans le seconde déclaration Hobson déclare la souveraineté britannique sur l'Île du Sud et l' Île Stewart (Nouvelle-Zélande) sur la base la "première découverte" par le capitaine James Cook en 1769.
Initialement, la Nouvelle-Zélande était la partie de la Colonie de Nouvelle-Galles du Sud, et le Lieutenant-Gouverneur Hobson était responsable avant son supérieur, le Gouverneur de Nouvelle-Galles du Sud[réf. nécessaire].
A travers une lettre patente, le gouvernement britannique émis la carte pour l'érection de la colonie de Nouvelle-Zélande le 16 novembre 1840. La carte établit que la colonie de Nouvelle-Zélande s'établira comme un colonie de la couronne séparée de la Nouvelle-Galles du Sud le 1er juillet 1841[réf. nécessaire].

## Colonie de la Couronne
Avec l’établissement de la colonie de la Couronne, Hobson devint gouverneur de la Nouvelle-Zélande. Les premiers organes du gouvernement ont également été créés pour aider le gouverneur : un Conseil exécutif et un Conseil législatif[réf. nécessaire].
Le Conseil exécutif se composait du procureur général, du secrétaire d’État aux Colonies et du trésorier des Colonies. Le Conseil législatif se composait du gouverneur, du Conseil exécutif et de trois juges de paix nommés par le gouverneur.
Le Conseil législatif avait le pouvoir de promulguer des ordonnances, des textes réglementaires.
La colonie était divisée en trois provinces : la Nouvelle-Ulster (l’île du Nord), la Nouvelle-Munster (l’île du Sud) et la Nouvelle-Leinster (l’île Stewart).

## Colonie autogouvernement
À mesures que de nouvelles colonies européennes étaient fondées dans la colonie, les demandes d'autogouvernement se faisaient plus fortes.
Le nouveau règlement de la compagnie de Nouvelle-Zélande à Port Nicholson (Wellington) a son propre conseil d'élus, qui a été dissous de force par le vice-gouverneur William Hobson en 1840. Plus tard, Wellington devenu le centre d'agitation des colons pour le gouvernement représentatif dirigé par Samuel Revans, qui fonda l'Association  constitutionnelle des Colons de Wellington. La première loi de la constitution de Nouvelle-Zélande est approuvée en 1846, bien que le gouverneur George Grey s'est opposé aux dispositions qui diviseraient le pays en quartiers européens et Maoris (Nouvelle-Zélande). Par conséquent, la quasi-totalité de la loi est suspendue pour six années dans l'attente d'une nouvelle loi de 1852, étant le seule partie opérationnelle  de la loi de 1846, la création des premières provinces de Nouvelle-Zélande. Entre-temps, Grey rédigea sa propre loi qui établit les assemblées provinciales et les représentants centrales, et permit les quartiers maoris et un gouverneur élu. Cette ultime proposition est refusée par le Parlement du Royaume-Uni quand il a adopté la constitution de Grey.
La seconde loi de la constitution de Nouvelle-Zélande est approuvée en 1852 et est devenu le document constitutionnel central de la colonie. Croire le Parlement de Nouvelle-Zélande qui a été formé par le conseil législatif et une Chambre des représentants de Nouvelle-Zélande. La première élection générale pour la chambre des représentants a été célébrée entre le 14 juillet et le 1 octobre 1853. Le premier parlement de Nouvelle-Zélande a été inauguré le 24 mai 1854. L'administrateur du gouvernement, Robert Wynyard, a été confronté rapidement par des demandes du nouveau parlement à propos du Gouvernement responsable d'être accordé immédiatement à la colonie, le 2 juin, la chambre des représentants approuvait une résolution appuyée par Edward Gibbon Wakefield à cet effet. Winyard a refusé, affirmant que le Bureau Colonial n'a pas mentionné au gouvernement responsable. Le conseil exécutif a informé Winyard contre un gouvernement responsable et, entre-temps a envoyé une dépêche à Londres sollicitant une clarification. Alors Winyard a proposé d'ajouter quelques membres élus au parlement au conseil exécutif et nommé James FitzGerald, Henry Sewell et Frederick Weld pour le conseil. L'engagement fonctionne pendant quelques semaines, mais le 1er août le parlement exige le pouvoir complet pour nombre de ministres. Wynyard proroge le parlement durant deux semaines, le 31 août sont nommés Thomas Forsaith, Jerningham Wakefield et James Macandrew pour le conseil exécutif, mais quand le parlement se réunit encore s'est changé une motion de confiance en les membres.
Le parlement s'est réuni le 8 août 1855, moment où Wynyard reçut les instructions du Bureau Colonial pour représenter un Gouvernement responsable. Le nouveau gouverneur Thomas Gore Browne arrive le 6 septembre 1855 et relève Wynyard de ses devoirs. Le 28 janvier 1858, Winyard a été nommé membre du conseil législatif.
Le gouverneur Browne annonce ensuite que l'autogouvernement commencerait avec le second Parlement de Nouvelle-Zélande en 1855. Le gouverneur a demandé à Sewell de former un gouvernement, maintenant connu comme le Ministère Sewell. Devenu secrétaire colonial, effectivement le premier ministre de Nouvelle-Zélande, le 7 mai. Le gouvernement Sewell fut éphémère. Le leaeder de la action provincialiste, William Fox vaincut le gouvernement Sewell le 20 mai 1856. Fox n'a maintenu le poste peu de temps, il a été vaincu par Edward Stafford, un modéré.

## Élévation au niveau de Dominion
La colonie de Nouvelle-Zélande s'est maintenue jusqu'au 26 septembre 1907, quand une décision de la conférence impériale de 1907 commande le gouvernement de Nouvelle-Zélande le roi Édouard VII déclara la Nouvelle-Zélande comme dominion. Le même jour, le roi émit une autre proclamation royale octroyant à la Colonie de Terre-Neuve le statut Dominion de Terre-Neuve. Le changement de 1907 de colonie à dominion a été symbolique et la Nouvelle-Zélande ne devint indépendante jusqu'à que l'assemblée générale de Nouvelle-Zélande promulgue la loi d'adoption du Statut de Westminster de 1931 au Dominion de Nouvelle-Zélande certaines promulgations coloniales ont survécu depuis la loi de constitution de Nouvelle-Zélande de 1852 a été finalement remplacée par la loi de la constitution de 1986.

## Proclamation royale
Une proclamation royale du 26 septembre 1907 a accordé le statut de dominion à la Nouvelle-Zélande.
Attendu que nous avons dans la pétition des membres du Conseil législatif et de la Chambre des représentants de notre colonie de la Nouvelle-Zélande que nous déterminons que le titre de Dominion de la Nouvelle-Zélande sera remplacé par celui de la colonie de la Nouvelle-Zélande comme désignation de ladite colonie, par conséquent, sur l’avis de notre Conseil privé, nous jugeons opportun de publier la présente Proclamation royale qui est la nôtre et nous ordonnons, déclarons et ordonnons à ce sujet à compter du vingt-six septembre mil neuf cent sept, ladite colonie de la Nouvelle-Zélande et le territoire qui lui appartient seront appelés et connus sous le titre de Dominion de la Nouvelle-Zélande et donnons par la présente nos ordres à tous les ministères publics en conséquence. au palais de Buckingham, le neuvième jour de septembre, en l’an de grâce mil neuf cent sept, et en la septième année de Notre royaume. Que Dieu sauve le Roi.